# Míchel (fotbalista, 1963)
Míchel, vlastním jménem José Miguel González Martín del Campo (* 23. března 1963, Madrid) je bývalý španělský fotbalista. Hrával na pozici záložníka.
V dresu španělské reprezentace hrál na dvou světových šampionátech, mistrovství v Mexiku roku 1986 a mistrovství v Itálii roku 1990. Zúčastnil se i evropského šampionátu roku 1988. Celkem za národní tým odehrál 66 utkání a vstřelil 21 gólů.
S Realem Madrid dvakrát vyhrál Pohár UEFA (1984/85, 1985/86). Šestkrát se s Realem stal mistrem Španělska a třikrát získal španělský pohár.
Roku 1986 byl ve Španělsku vyhlášen fotbalistou roku (cena Don Balon). V anketě Zlatý míč, která hledala nejlepšího fotbalistu Evropy, bodoval třikrát. Roku 1987 skončil čtvrtý, roku 1988 třináctý, roku 1989 znovu třináctý.